# 養福寺町
養福寺町（ようふくじまち）は福岡県北九州市八幡西区の町。住居表示実施済み。郵便番号は807-0065。

## 地理
八幡西区の中央部に位置し、北に引野，竹末、東に割子川、南に上の原、西に的場町と接する。

### 河川
二級河川 割子川

### 湖沼
- 福池
- 養福寺貯水池

## 地域の特徴
西縁に沿って国道200号が通り、町域の北部を横断する。県道11号有毛引野線が国道200号から分岐し、北東縁に沿って北西に走る。また割子川が北東縁の南側に沿って北西流し北端に抜ける。町内の大部分の面積を養福寺貯水池が占めている。

## 歴史
地名は大字引野の字、養福寺にちなむ。かつて養福寺という寺があったことに由来している。

### 沿革
- 1973年（昭和48年）6月1日 - 養福寺町新設[6]。
- 1974年（昭和49年）4月1日 - 八幡区が八幡西区と八幡東区に分かれ、北九州市八幡区養福寺町は北九州市八幡西区養福寺町となる[7]。
- 1985年（昭和60年）6月1日 - 大字下上津役、大字引野の一部が養福寺町に編入[8]。

### 町名の変遷
| 実施内容          | 実施年月日               | 実施後   | 実施前         |
| ----------------- | ------------------------ | -------- | -------------- |
| 町名新設 住居表示 | 1973年（昭和48年）6月1日 | 養福寺町 | 大字引野の一部 |

## 世帯数と人口
2025年（令和7年）3月31日現在（北九州市発表）の世帯数と人口は以下の通りである。
| 町       | 世帯数 | 人口 |
| -------- | ------ | ---- |
| 養福寺町 | 53世帯 | 85人 |

### 人口の変遷
国勢調査による人口の推移。
| 1995年（平成7年）  | 92人 | [ 9 ]  |  |
| 2000年（平成12年） | 83人 | [ 10 ] |  |
| 2005年（平成17年） | 80人 | [ 11 ] |  |
| 2010年（平成22年） | 74人 | [ 12 ] |  |
| 2015年（平成27年） | 83人 | [ 13 ] |  |
| 2020年（令和2年）  | 81人 | [ 14 ] |  |

### 世帯数の変遷
国勢調査による世帯数の推移。
| 1995年（平成7年）  | 47世帯 | [ 9 ]  |  |
| 2000年（平成12年） | 44世帯 | [ 10 ] |  |
| 2005年（平成17年） | 36世帯 | [ 11 ] |  |
| 2010年（平成22年） | 39世帯 | [ 12 ] |  |
| 2015年（平成27年） | 47世帯 | [ 13 ] |  |
| 2020年（令和2年）  | 52世帯 | [ 14 ] |  |

## 学区
市立小・中学校に通う場合、学区は以下の通りとなる。
| 町       | 街区 | 小学校               | 中学校               |
| -------- | ---- | -------------------- | -------------------- |
| 養福寺町 | 全域 | 北九州市立引野小学校 | 北九州市立引野中学校 |

## 交通

### バス
域内のバス停と系統は以下のとおりである。
| 運行事業者 | 運行事業者 | 西鉄バス北九州 | 西鉄バス北九州 | 西鉄バス北九州 | 西鉄バス北九州 |
| 系統       | 系統       | 74             | 74-1           | 75             | 150            |
| 停留所     | 養福寺     | ○              | ○              | ○              | ○              |

### 道路
- 国道200号
- 県道11号有毛引野線